# Гімнастичний м'яч

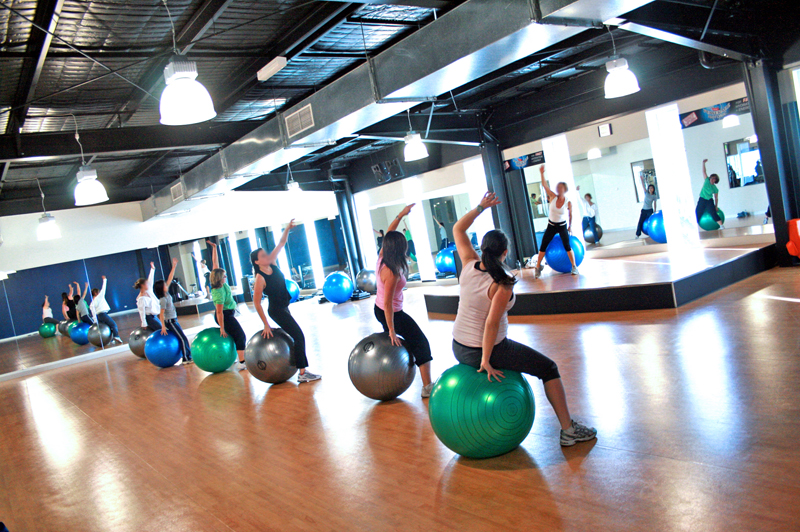
Застосування гімнастичного м'яча на занятті з гімнастики.

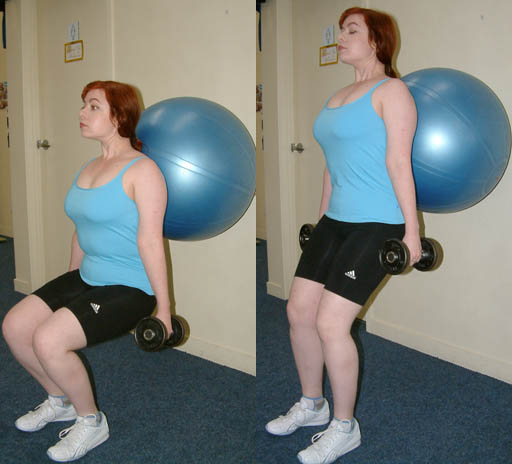
Гімнастичний м'яч довзоляє виконувати широкий спектр вправ.

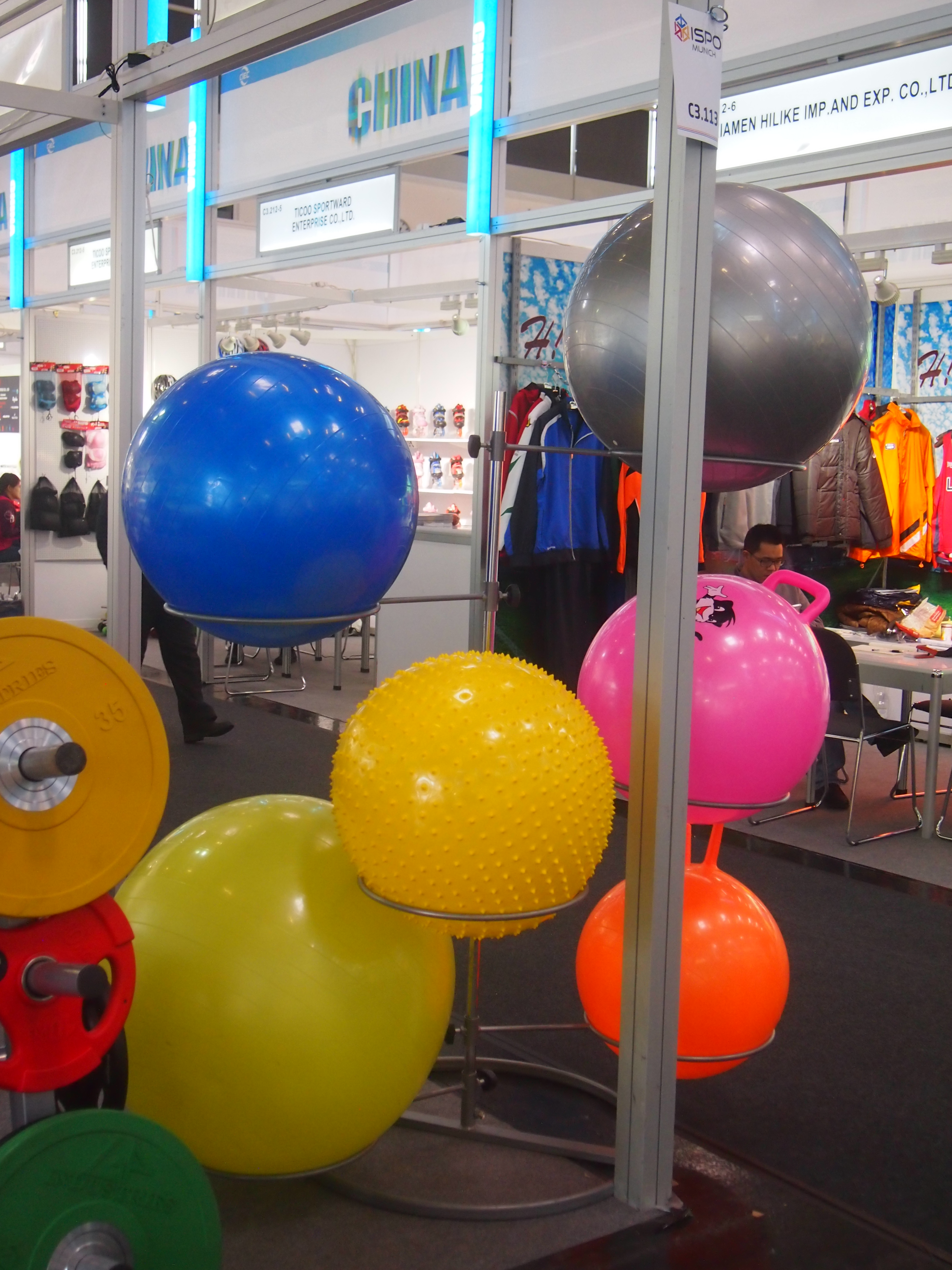
Різні види та розміри м'ячів на ярмарку.

Гімнастичний м'яч, також відомий як швейцарський м'яч, — це м'яч, виготовлений з гладенького еластичного матеріалу діаметром від 35 до 85 см, наповнений повітрям. Тиск повітря коригується шляхом маніпуляцій з клапаном. Найпоширенішим застосуванням м'яча є фізична реабілітація, атлетичне тренування та фізичні вправи. Також його можуть використовувати для вагового тренування. Серед інших назв гімнастичного м'яча поширеними є фітбол, шведський м'яч, м'яч для фітнесу / пілатесу / йоги.

## Історія
Фізичний об'єкт, відомий як "швейцарський м'яч", у 1963 році розробив Аквіліно Козані, італійський виробник пластикових виробів. Він удосконалив процес формування великих, стійких до проколювань, пластичних м'ячів. Такі м'ячі, в той час відомі як "м'ячі Пецці", вперше застувала у програмах реабілітації для новонароджених на немовлят Мері Квінтон, британська фізіотерапевт, що працювала в Швейцарії. Згодом, Сюзан Кляйн-Фоґельбах, керівник Школи Фізичної Реабілітації у Базелі (Швейцарія), інтегрувала використання вправ із м'ячем до фізичної реабілітації нейропсихічного розвитку. Базуючись на концепції "функціональної кінетики", Кляйн-Фоґельбах стала пропонентом застосування м'яча при лікуванні дорослих з ортопедичними та медичними проблемами. Термін "швейцарський м'яч" використали, коли американські фізіотерапевти почали вдаватись до цих методик у Північній Америці після наочного спостереження їхніх переваг у Швейцарії. Внаслідок свого розвитку як фізичної реабілітації у клінічних умовах, ці вправи зараз застосовують в атлетичному тренуванні як частину загальної фізичної рутини та альтернативних фізичних вправ на кшталт йоги чи пілатесу.

## Переваги

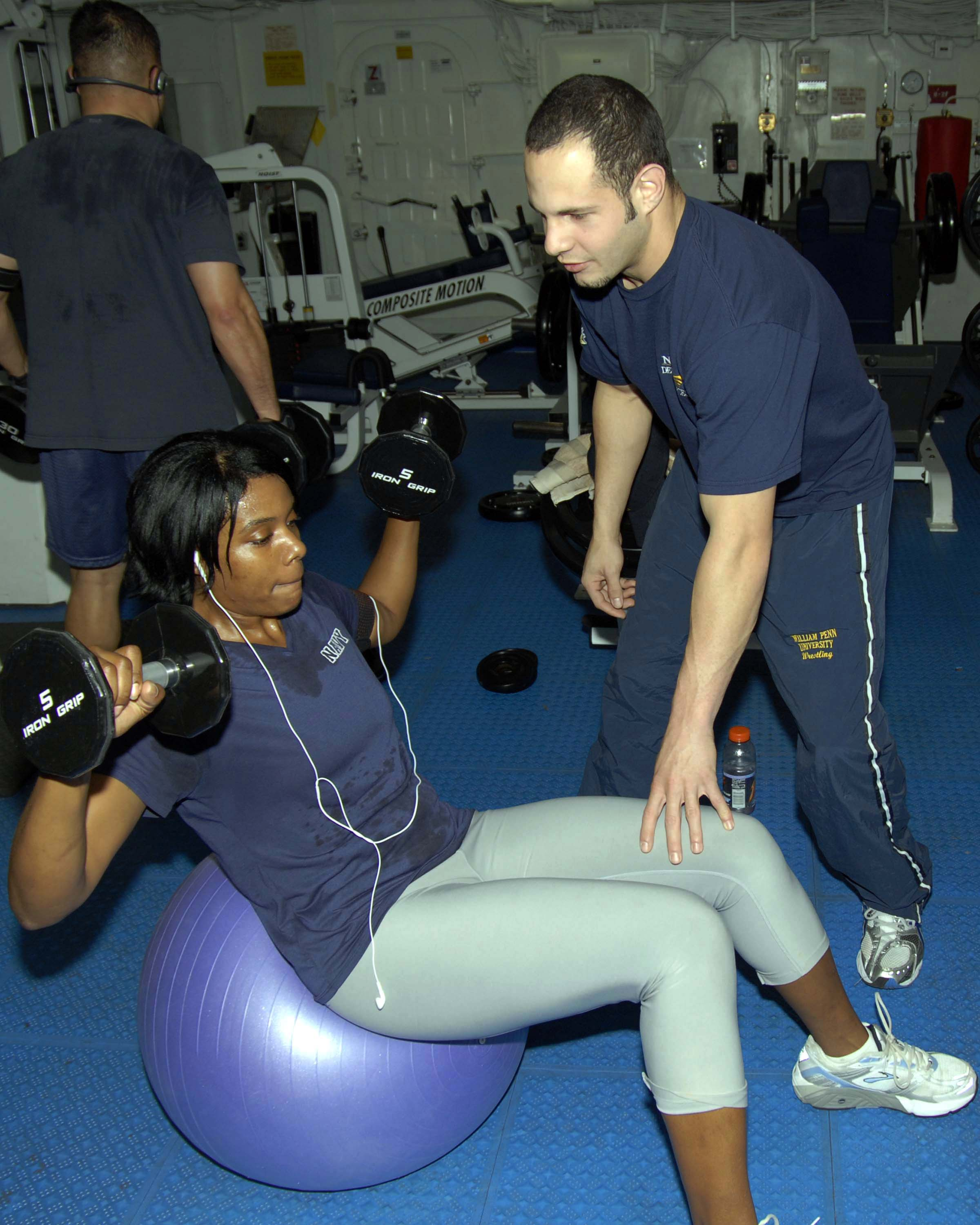
Жінка виконує вправу з вагою на гімнастичному м'ячі.

Основною відмінністью виконання фізичних вправ з гімнастичним м'ячем, а не на твердій пласкій поверхні, є те, що тіло реагує на непостійність перебування м'яча у рівновазі та задіює більше м'язів. З часом ці м'язи стають сильнішими задля підтримання рівноваги. Найчастіше фокусом фітнес-програм з гімнастичним м'ячем є основні м'язи тіла: м'язи живота та спини. Великою перевагою виконання таких вправ є  можливість навантажувати м'язи абдомінальної області преса без зайвого навантаження на м'язи перекового відділу спини. В цьому плані, скручування корпуса лежачи на м'ячи можна назвати найбільш ефективною вправою для тренування пресса [Архівовано 19 квітня 2021 у Wayback Machine.] для людей з захворюваннями поперека.
Значною перевагою використання нестабільної поверхні є здатність задіювати більше м'язів без потреби у підвищенні загального навантаження. Нестабільна поверхня посилює активацію прямого м'язу живота та підвищує співвідношення активності на одну вправу у порівнянні зі стабільною поверхнею. Виконання стандартних вправ на кшталт віджимання на руках на нестабільній поверхні може застосовуватись для підвищення активації основних стабілізаторів тулуба та, в свою чергу, забезпечити їх посилення та більшу опірність до травмувань.

## Інші застосування
Експерти з фітнесу та деякі лікарі також рекомендують для сидіння використовувати гімнастичний м'яч замість офісного стільця.
Ця рекомендація базується на теорії, що під час сидіння на м'ячі м'язи живота та спини є постійно задіяними та активними задля підтримання належної постави та рівноваги. Ця теорія не має наукових доказів появи таких переваг без додаткових вправ, а лише внаслідок сидіння. Однак, деякі люди застерігають від використання гімнастичного м'яча замість стільця з ергономічних міркувань або біомеханічних причин.
Цей великий пластичний м'яч також можна використовувати під час переймів, аби посприяти опусканню голівки дитини до тазу. Сидіння у вертикальній позиції також допоможе розташуванню дитини та є більш комфортним для жінки. Сидіння на м'ячі, з розміщенням рук на ліжку, столі чи іншому стійкому предметі для підтримки, та легке погойдування стегнами, може допомогти жінці під час перейм та посприяти природному перебігу пологів.